# 建材中のアスベスト分析方法
建材中のアスベスト分析方法（けんざいちゅうのアスベストぶんせきほうほう）とは、日本産業規格として制定されている建材に使用されているアスベスト（石綿）の分析方法。
JIS A 1481-1〜5の5種類を指す。

## 概要
建築物等の解体、改造・補修工事を行う際は、事前にアスベスト使用の有無を調査することが、石綿障害予防規則（石綿則）によって定められている。建材中のアスベスト含有の有無が不明な場合は分析を行うことが義務付けられており、その分析方法はJIS A 1481規格群を用いるよう規定されている。JIS A 1481規格群には、JIS A 1481-1〜5の5種類がある。

## 各分析法
JIS A 1481規格群の5種類は、アスベスト含有の有無を判断する「定性分析」と、アスベスト含有量を調べる「定量分析」に大別される。JIS A 1481-1と2が「定性分析」、JIS A 1481-3〜5が「定量分析」である。

### JIS A 1481-1
名称は「建材製品中のアスベスト含有率測定方法-第1部：市販バルク材からの試料採取及び定性的判定方法」。
実体顕微鏡と偏光顕微鏡により、定性分析を行う。国際規格ISO22262-1に準拠した分析方法である。

### JIS A 1481-2
名称は「建材製品中のアスベスト含有率測定方法-第2部：試料採取及びアスベスト含有の有無を判定するための定性分析方法」。
X線回折分析法と位相差・分散顕微鏡法を併用し、定性分析を行う。

### JIS A 1481-3
名称は「建材製品中のアスベスト含有率測定方法-第3部：アスベスト含有率のX線回折定量分析方法」。
X線回折分析法により、建材製品中のアスベスト含有率（質量分率）を定量する。

### JIS A 1481-4
名称は「建材製品中のアスベスト含有率測定方法-第4部：質量法及び顕微鏡法によるアスベストの定量分析方法」。
偏光顕微鏡、走査型電子顕微鏡、透過型電子顕微鏡によるポイントカウンティング法により、定量分析を行う。JIS A 1481-1によりアスベストが同定され、質量分率がおよそ5%未満と推定される試料に適用する。国際規格ISO22262-2の翻訳規格。

### JIS A 1481-5
名称は「建材製品中のアスベスト含有率測定方法-第5部：X線回折法によるアスベストの定量分析方法（第1部の定性的判定方法を用いる場合の方法）」。
X線回折分析法により、建材製品中のアスベスト含有率（質量分率）を定量する。JIS A 1481-1によりアスベストが検出されたあらゆる建材が対象。国際規格ISO22262-3の翻訳規格。

## JIS A 1481-2の課題
JIS A 1481規格群における2つの定性分析法（JIS A 1481-1とJIS A 1481-2）にはそれぞれ以下のような特徴があり、分析結果に違いが出ることが指摘されている。このうちJIS A 1481-2については、精度に問題があるという指摘もある。
|                | JIS A 1481-1                                                                 | JIS A 1481-2                                   |
| -------------- | ---------------------------------------------------------------------------- | ---------------------------------------------- |
| 国際的評価     | 国際規格ISO22262-1を基にした分析方法であり、世界中で使用されている。         | 日本独自の分析方法。                           |
| 層別分析       | 仕上塗材のように複層になっている建材であっても、層別に分析することができる。 | 検体を粉砕混合するため、層別の分析ができない。 |
| 分析者の熟練度 | 分析に熟練した技術が必要。                                                   | 分析に熟練した技術は不要。                     |

### 国際標準化機構（ISO）がJIS A 1481-2の分析法を不採用
経済産業省は2008年以降、JIS A 1481-2の分析法（当時の呼称は『JIS法』）をISO規格に採用するよう求めてきた。しかし国際標準化機構は2012年、それを不採用とした。
毎日新聞ではその理由を「ISOの審議過程で『石綿の形態かどうか特定できない』などと信頼性が疑問視されていた」と報じている。
また、『日経エコロジー』の記事ではその理由として「日本側がISO技術委員会のワーキンググループ（WG）に頼んで実施させてもらったブラインドテストの結果があまりにも悪かった」「アスベストの見逃しが15試料中6試料と40%に達した」「著しく分析結果が異なるものも15試料中8試料と半数を超える」「ISOのWG委員の1人、グスタボ・デルガード博士は『分析結果から考えると、JIS法はアスベスト有無の判定ができない方法といわざるを得ない』と2012年の取材で明かした」という情報が掲載されている。